# Kristen Amby
|  | Denne artikel omhandler Kristen Amby. Wikipedia har også en artikel om Christen Amby |
Kristen Amby (4. marts 1894 i Skive – 10. oktober 1961 i København) var en dansk præst og politiker.
Amby var søn af pakmester ved Statsbanerne Martin Amby og hustru Hansigne f. Nielsen (død 1922), han blev student fra Sorø Akademi 1914, blev cand.theol. 1920, var medredaktør af Den ny Tid 1920-23, var præst ved fængslet i Nyborg 1923-25, sognepræst i Skuldelev og Selsø Sogne 1925-38 og fængselspræst i København 1938-48.
Han var Det Konservative Folkepartis kandidat ved folketingsvalgene i 1920-1929, medlem af Folketinget 1932-1953, af Landstinget i 1953 og atter af Folketinget fra 22. september 1953, af Landsskatteretten 1938-49, af Indenrigsministeriets boligudvalg af 1941 ang. parcelbyggeri, af Radiorådet fra 1945 og af dettes programudvalg fra 1946, næstformand for samme fra 1950, formand for den konservative Folketingsgruppe og for den konservative Rigsdagsgruppe i 1945 samt for udvalget til udarbejdelse af det nye konservative program i 1945, medlem af Udenrigspolitisk Nævn 1947-48 og fra 1950, medlem af den danske delegation til FN fra 1948 og af den danske delegation til Europarådet 1948-53 samt medlem af Nationalbankens repræsentantskab fra 1952. Han var Ridder af Dannebrog.
Medlem af bestyrelsen for Det unge Danmark 1919-25 og for Fængselsselskabet i København fra 1938, formand for Kristeligt Studenter-Settlement 1939-43 og for Den konservative Klub 1941-45, formand for Dansk Almennyttigt Boligselskab af 1942 og næstformand i Verdens Venskabs Forbundet fra 1953.
Han var gift med Kirsten Mossin A. f. Westh, f. 31. december 1919.